# Wide River
Wide River è un album della Steve Miller Band, pubblicato dalla Polydor Records nel 1993.

## Tracce
1. Wide River – 3:56 (Chris McCarty, Steve Miller)
2. Midnight Train – 4:17 (Chris McCarty, Steve Miller, Kenny Lee Lewis)
3. Blue Eyes – 5:21 (Steve Miller, Les Dudek, Rocket Richotte)
4. Lost in Your Eyes – 3:43 (Leo Sidran)
5. Perfect World – 3:43 (Leo Sidran)
6. Horse and Rider – 4:07 (Chris McCarty, Steve Miller)
7. Circle of Fire – 3:43 (David Denny)
8. Conversation – 4:10 (Leo Sidran, Steve Miller)
9. Cry Cry Cry – 4:16 (Steve Miller)
10. Strange Blues – 4:26 (Elmore James, Bobby Robinson)
11. Walks Like a Lady – 3:55 (Leo Sidran, Steve Miller)
12. All Your Love (I Miss Loving) – 5:15 (Otis Rush)

## Musicisti
- Steve Miller - voce, chitarra
- David Denny - chitarra
- Jay-Bird Koder - chitarra
- Leo Sidran - chitarra a tastiera elettrica
- Ben Sidran - organo
- Joey Heinemann - pianoforte acustico
- Norton Buffalo - armonica
- Bob Malach - sassofono tenore
- Billy Preston - basso, pianoforte
- Gordy Knudtson - batteria, percussioni